# Bijsk
Bijsk (rusky Бийск) je město v Altajském kraji Ruské federace. V rámci kraje jde, se zhruba dvěma sty tisíc obyvatel, o druhé největší město po Barnaulu. Leží na jihozápadní Sibiři na řece Bije nedaleko od místa, kde soutokem Biji s Katuní vzniká Ob. Leží také poměrně blízko pohoří Altaj.

## Dějiny
V roce 1709 byla z rozkazu cara Petra I. Velikého založena u soutoku Biji a Katuně pevnost Bikatunskaja (rusky Бикатунская), ale ta byla do roka vypálena místními obyvateli. V roce 1718 byla pevnost postavena znovu ve vzdálenosti zhruba dvacet kilometrů od soutoku na pravém břehu Biji a pojmenována Bijskaja (rusky Бийская). Ta postupně ztrácela vojenský význam, ale získávala na významu střediska obchodu a v roce 1782 získala statut města.
K vybudování průmyslu v Bijsku výrazně přispěla evakuace továren ze západu Sovětského svazu během druhé světové války.
Dnes zde sídlí například Evalar, jedna z největších farmaceutických firem dnešního Ruska.

### Rodáci
- Jakov Zacharovič Štamov (1885–1939), lékař